# Maybe Baby (cantante)
Viktoriya Vladimirovna Lysyuk (en ruso: Викто́рия Влади́мировна Лысю́к; nacida el 27 de septiembre de 1995), conocida profesionalmente como Maybe Baby (en ruso: Мэйби Бэйби), es una cantante pop y artista de rap rusa nacida en Bielorrusia.

## Primeros años de vida
Victoria Lysyuk nació en la ciudad de Zhábinka, en el Óblast de Brest, Bielorrusia. Estudió en Rusia, donde se graduó en la Universidad Estatal de Ingenieros de Caminos de San Petersburgo.

## Carrera
En 2017, se unió al grupo de proyecto de pop rock 'Frendzona', para el que fue elegida debido a su "conocimiento musical de géneros cruzados", especialmente en K-pop.
El 13 de junio de 2018, MAYBE BABY lanzó un sencillo en solitario titulado 'Ascorbinka' (es decir, ácido ascórbico). El 4 de marzo de 2019 se lanzó una versión remezclada, 'Ascorbinka 2.0', y un video musical. A partir de 2021, este tema sigue siendo el más reconocible entre los trabajos de 'Frendzona', y su vídeo musical sigue siendo el más visto en el canal 'Frendzona' a partir de 2024.
El 24 de julio de 2018, MAYBE BABY lanzó un EP en solitario titulado "If Only on the Cheek" (Только если в щёчку).
En mayo de 2019, se lanzó el sencillo "Escuela favorita" (Любимая школа). El 11 de octubre de 2019 se lanzó una canción titulada "Tamagotchi" (Тамагочи), a dúo con la cantante rusa Alyona Shvets.
El 14 de julio de 2020 se lanzó un dueto con Dora titulado "I Won't Change" (Не исправлюсь). En septiembre, se lanzó el video musical de la canción con Dora. El 30 de julio de 2020 se lanzó la canción "Ahegao" (Ахегао), seguida de "Bla Bla" (Бла Бла) el 18 de noviembre, y el 2 de diciembre, se lanzó la canción "Poka Molodoy" (Пока молодой) en colaboración con el grupo ruso 'Хлеб'. En septiembre de 2020, MAYBE BABY participó en el espectáculo "Muzykaliti" del comediante ruso Maksim Galkin junto al cantante ruso Dmitri Malikov.
El 16 de febrero de 2021 se lanzó la canción "Planet M" (Планета М) y su video musical animado. El 18 de junio se publicó "Banda-propaganda" (Банда-пропаганда) en colaboración con KROKI (Vladimir Galat). El 14 de diciembre de 2021 se lanzó el dúo con la cantante rusa Dora titulado "Barbiceyes" (Барбисайз). El 11 de febrero de 2022 se lanzó la canción "sH1pu4Ka!". El 18 de febrero de 2022 se lanzó la canción "Hinata" (Хината) con LXNER para su álbum Elysium.
Después de la disolución del grupo de proyecto "Frendzona", se hizo el anuncio sobre el trabajo en el primer álbum de larga duración titulado "Maybeland" (Мэйбилэнд).

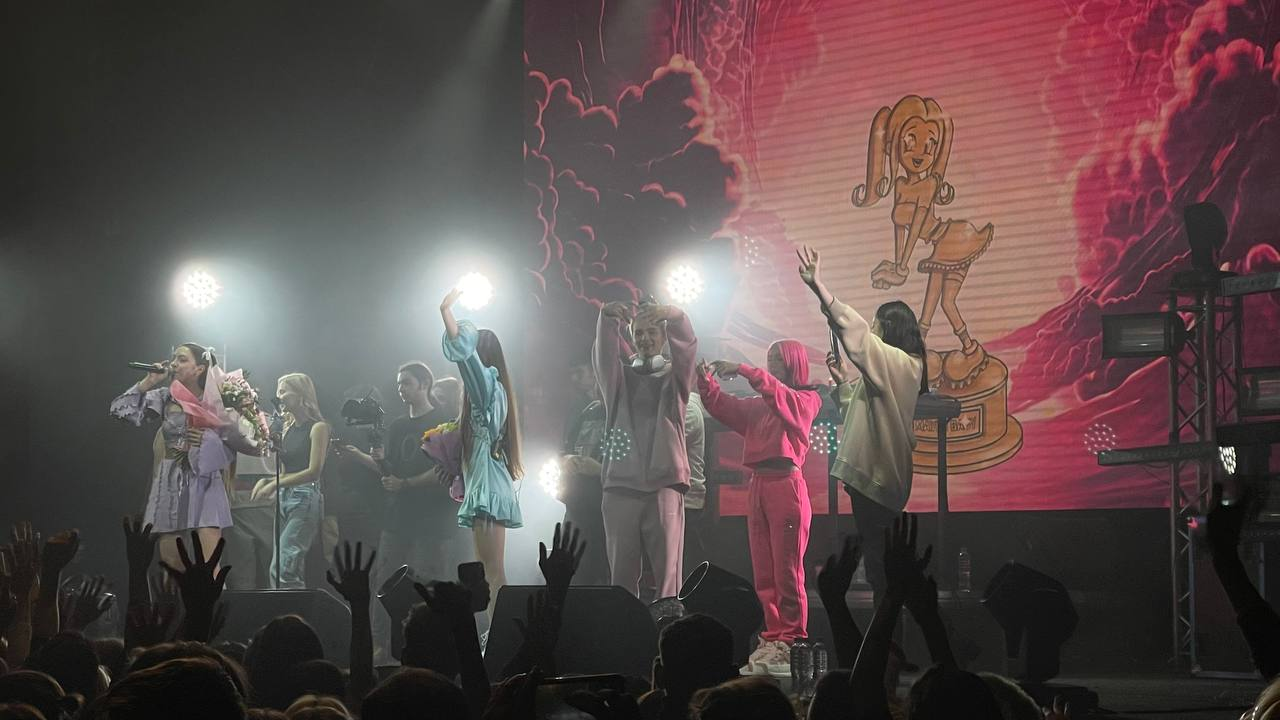
Concierto en Moscú el 1 de diciembre de 2022.

El 7 de mayo de 2022, MAYBE BABY lanzó una canción dirigida al rapero ruso Instasamka. El 27 de mayo de 2022, se lanzó una canción titulada "Pain" (Боль) con el artista ruso de hip hop quiizzzmeow para su álbum "despersion".
El 29 de julio de 2022 se lanzó la canción "Дакимакура" (Dakimakura). El 8 de agosto de 2022, se lanzaron la canción y el video musical de "Maybe F**king Baby" del próximo álbum debut "Мэйбилэнд" (Maybeland). Solo un día después, el 9 de agosto de 2022, se lanzó el álbum de estudio debut "Мэйбилэнд", que consta de 16 pistas.
El 24 de marzo de 2023 se lanzó la canción "Zayka" (Зайка). El 12 de mayo se lanzó la canción "Shimmy Shimmy Ya!".
El 17 de noviembre de 2023, MAYBE BABY lanzó su segundo álbum de estudio titulado "Shawty", exclusivamente en la plataforma VK Music.

## Vida personal
En una entrevista de 2020, se identificó como bisexual.

## Discografía

### Álbumes de estudio
| Nombre                | Detalles |
| --------------------- | --- |
| Мэйбилэнд (Maybeland) | - Lanzamiento: 19 de agosto de 2022 - Discográfica: Streaming Club • Rimas - Formato: Distribución Digital    |
| Shawty                | - Lanzamiento: 17 de noviembre de 2023 - Discográfica: Streaming Club • Rimas - Formato: Distribución Digital |

### Miniálbumes
| Nombre                                     | Descripción                                                                                           |
| ------------------------------------------ | --- |
| Только если в щёчку (If Only on the Cheek) | - Lanzamiento: 24 de julio de 2018 - Sello discográfico: Rhymes Music - Formato: Distribución Digital |

### Sencillos
| Nombre                                    | Año  | Listas                                       | Listas                             | Listas                               |
| Nombre                                    | Año  | CIS                                          | CIS                                | CIS                                  |
| Nombre                                    | Año  | Tophit Principales éxitos de radio y YouTube | Tophit Principales éxitos de radio | Tophit Principales éxitos de YouTube |
| ----------------------------------------- | ---- | -------------------------------------------- | ---------------------------------- | ------------------------------------ |
| Аскорбинка                                | 2018 | 24                                           | —                                  | 3                                    |
| Аскорбинка 2.0                            | 2019 | —                                            | —                                  | —                                    |
| Любимая школа                             | 2019 | 985                                          | —                                  | 71                                   |
| Бесконечное лето                          | 2019 | —                                            | —                                  | —                                    |
| Тамагочи (Colaboración con Alyona Shvets) | 2019 | —                                            | —                                  | —                                    |
| Не исправлюсь (Colaboración con Дора)     | 2020 | —                                            | —                                  | —                                    |
| Ахегао                                    | 2020 | —                                            | —                                  | —                                    |
| Бла Бла                                   | 2020 | —                                            | —                                  | —                                    |
| Пока молодой (Colaboración con «Хлеб»)    | 2020 | —                                            | —                                  | —                                    |
| Планета М                                 | 2021 | —                                            | —                                  | —                                    |
| Банда-пропаганда (Colaboración con Кроки) | 2021 | —                                            | —                                  | —                                    |
| Лаллипап                                  | 2021 | —                                            | —                                  | —                                    |
| Барбисайз (Colaboración con Дора)         | 2021 | —                                            | —                                  | —                                    |
| sH1pu4Ka!                                 | 2022 | —                                            | —                                  | —                                    |
| Боль (Colaboración con quiizzzmeow)       | 2022 | —                                            | —                                  | —                                    |
| Дакимакура                                | 2022 | —                                            | —                                  | —                                    |
| Мотылёк (Colaboración con IOWA)           | 2022 | —                                            | —                                  | —                                    |
| Зайка (Bunny)                             | 2023 | —                                            | —                                  | —                                    |
| Shimmy Shimmy Ya!                         | 2023 | —                                            | —                                  | —                                    |
| Babybars                                  | 2023 | —                                            | —                                  | —                                    |
| Барби из трущоб (Barbie from the Slums)   | 2023 | —                                            | —                                  | —                                    |
| Babybars 2                                | 2023 | —                                            | —                                  | —                                    |

### Colaboraciones
| Nombre              | Año  | Otros artistas | Álbum           |
| ------------------- | ---- | -------------- | --------------- |
| Хината              | 2022 | LXNER          | Elysium         |
| Барбисайз           | 2022 | Dora           | Miss            |
| Девочка с косичками | 2022 | нексюша        | «И смех и грех» |